# AACM
AACM è la sigla della Association for Advancement of Creative Musicians, fondata nel 1965 da R. Abrams. Si trattava di una associazione autogestita di musicisti Jazz di Chicago, con la finalità di organizzare e tutelare l'attività dei musicisti. Ne hanno fatto parte, fra gli altri, Anthony Braxton, Leo Smith, Leroy Jenkins, Maurice McIntyre. Da questa associazione è nato l'Art Ensemble of Chicago.